# Jasieniec (gromada)
Jasieniec (do 31 XII 1957 Czersk) – dawna gromada, czyli najmniejsza jednostka podziału terytorialnego Polskiej Rzeczypospolitej Ludowej w latach 1954–1972.
Gromady, z gromadzkimi radami narodowymi (GRN) jako organami władzy najniższego stopnia na wsi, funkcjonowały od reformy reorganizującej administrację wiejską przeprowadzonej jesienią 1954 do momentu ich zniesienia z dniem 1 stycznia 1973, tym samym wypierając organizację gminną w latach 1954–1972.
Gromadę Jasieniec siedzibą GRN w Jasieńcu utworzono 1 stycznia 1958 w powiecie grójeckim w woj. warszawskim w związku z przeniesieniem siedziby GRN gromady Czersk z Czerska do Jasieńca i zmianą nazwy jednostki na gromada Jasieniec. Dla gromady ustalono 17 członków gromadzkiej rady narodowej.
1 stycznia 1959 do gromady Jasieniec przyłączono wieś Turowice ze znoszonej gromady Skurów w tymże powiecie.
31 grudnia 1959 do gromady Jasieniec przyłączono obszar zniesionej gromady Boglewice w tymże powiecie (bez wsi Edwardów, Ignaców, Osiny i Tworki).
1 stycznia 1969 do gromady Jasieniec włączono obszar zniesionej gromady Łychów w tymże powiecie.
Gromada przetrwała do końca 1972 roku, czyli do kolejnej reformy gminnej. 1 stycznia 1973 w powiecie grójeckim reaktywowano zniesioną w 1954 roku gminę Jasieniec.